# آرش شهامتی
آرش شهامتی (زادهٔ ۱۸ مارس ۱۹۹۸) بازیکن فوتبال اهل ایران است که در پست هافبک هجومی بازی می‌کند.

## دوران باشگاهی

### نفت تهران
وی در دوران حضور خود در نفت تهران در ۲ بازی برای این تیم در لیگ برتر به میدان رفت و همراه این تیم قهرمان جام حذفی فوتبال ایران ۹۶–۱۳۹۵ شد.
وی نخستین بازی خود در لیگ برتر را مقابل سپاهان اصفهان در تاریخ ۴ مهر ۱۳۹۶ انجام داد، وی در این دیدار در دقایق پایانی به جای مجتبی حق‌دوست وارد زمین شد.

### استقلال تهران
شهامتی در تاریخ ۱۷ مهر ۱۳۹۷ با امضای قراردادی به باشگاه فوتبال استقلال تهران پیوست.